# Тюильри
Тюильри́ (фр. Tuileries, IPA: [tɥilʁi]), устаревшая русская передача Тюльери) — королевский и императорский дворец в центре Парижа, составлявший единый дворцово-парковый комплекс с Лувром. Дворец был парижской резиденцией большинства французских монархов, от Генриха IV до Наполеона III, пока не был сожжён Парижской коммуной в 1871 году.
Из Тюильри 20 июня 1791 года бежали из Парижа Людовик XVI и Мария-Антуанетта, а в XIX веке — императрица Мария-Луиза 29 марта 1814 года, короли Людовик XVIII с началом «ста дней», Карл X в июле 1830 года, Луи-Филипп и герцогиня Орлеанская 23 февраля 1848 года, а также императрица Евгения 4 сентября 1870 года.
Дворец состоял из центрального корпуса («павильона») Часов и двух соединённых с ним флигелей — т. н. павильонов Марсан и Флоры. Он замыкал с западной стороны дворик Лувра, который после его сноса превратился в открытое пространство, начинающее собой историческую ось. Прямо перед главным входом высилась арка Каррузель, прославляющая победы Наполеона. На месте основной части дворца теперь одноимённый парк. Павильоны Марсан и Флоры сохранились и входят в состав комплекса Лувра.

## Строительство
Название объясняется тем, что в Средние века на месте Тюильри добывали глину, из которой здесь же в специальных печах получали черепицу (фр. tuile). Инициатива строительства отдельного дворца рядом с Лувром принадлежала вдовствующей королеве Екатерине Медичи, желавшей всегда быть рядом со своими венценосными сыновьями. Строительство в ренессансном стиле было поручено в 1564 году Филиберу Делорму, который руководил проектом до 1570 года. Проект Тюильри был упомянут в его трактатах по архитектуре, однако доподлинно не установлено, каким был его первоначальный замысел. Екатерина Медичи принимала непосредственное участие в планировании и надзоре за строительством
Екатерина Медичи, любившая балы, музыку и театральные представления, отводила Тюильри роль увеселительного ансамбля, который изначально создавался как прежде всего как пространство празднеств и торжественных приемов, а уже потом — как пространство повседневной жизни. Эта особенность получила прямое отражение в его композиции, внешнем облике и внутренней планировке.
По своему типу Тюильри относился к типу дворцов с двойными корпусами, которые образованы двумя примыкающими друг к другу и идущими параллельно цепочками помещений. На плане дворцового комплекса несколько пересекающихся корпусов и павильонов образовывали пятичастную композицию с большим квадратным двором в центре и четырьмя малыми дворами, разделенными овальными залами, по сторонам от него. Галерея, капелла, жилые покои и лестница в Тюильри располагались в корпусах и павильонах вокруг центрального двора. Системы апартаментов дворца, включающая зал, две приемные, спальню, кабинет и гардероб, были расположены в угловых павильонах и во внутренней части сдвоенных корпусов. Число галерей в Тюильри было таково, что позволяло обойти весь дворец по периметру, а сами галереи представляли собой простые переходы-коридоры, предназначенные лишь для торжественных процессий. Бальный зал во дворце был смещен в левую часть западного крыла, уступив первенство двум овальным залам, предназначенным, по-видимому, для грандиозных представлений, совмещающих пение, балет, театральное действо и декламацию. В Тюильри для короля и королевы-матери также предназначались две одинаковых капеллы в восточном крыле.
Одной из особенностей Тюильри, в отличие от большинства королевских замков XVI века, являлась полихромия фасадов. Роскошь и помпезность расценивались Екатериной Медичи как наглядный эквивалент могущества королевской династии, и потому при строительстве Тюильри по её настоянию применяли только редкие и ценные материалы: тесаный камень, цветные мраморы и золоченую бронзу. На парковом фасаде Тюильри доминировали чередование разновысотных элементов — окон аттикового этажа и прямоугольных панно, увенчанных треугольными фронтонами на консолях. Вплотную примыкая друг к другу, они создают композицию со сложным ритмом вертикалей.
Несмотря на недостроенность дворца, Екатерина Медичи часто бывала в нём. Она проводила там банкеты и торжества, а также любила гулять в саду.
На время строительства загородного Версаля Людовик XIV избрал Тюильри местом пребывания своего Двора. За это время дворец был расширен и соединён переходом с Лувром. Эти работы, проведённые в 1664—1670 года, курировал Луи Лево. Регулярный парк перед дворцом распланировал Андре Ленотр. После переезда Двора в Версаль монарх наведывался в Тюильри только ради театральных представлений. По настоянию Регента Филиппа II с 1716 по 1722 годы во дворце проживал малолетний король Людовик XV.

### Парк Тюильри
Одновременно со строительством дворца был разбит парк Тюильри. Изначально он был спроектирован в итальянском стиле и представлял собой некое подобие флорентийских садов, принадлежавших дому Медичи. Новый парк плотно примыкал к территории дворца и создавал дворцово-парковый комплекс. В дворцовом саду Екатерина Медичи намеревалась устроить разветвленную сеть каналов для катания на лодках. Впоследствии сад перенёс множество изменений, однако его главная реконструкция состоялась в 1664 году, когда ландшафтный архитектор Андре Ленотр спроектировал центральную ось парка, плавно переходящую в проспект (будущие Елисейские Поля). Здесь были установлены театральные подмостки, два объёмных бассейна и цветочные клумбы. Вдоль берега Сены, где находился дом Ленотра, была построена терраса.
По словам французского военачальника маршала Таванна, именно в саду Тюильри королева планировала Варфоломеевскую резню, в ходе которой в Париже были зарезаны тысячи гугенотов.

### Зал машин
В 1659 году в северном крыле дворца Тюильри начали строить театр, который рассчитывали открыть к свадьбе Людовика XIV и Марии Терезии Испанской. По заказу кардинала Джулио Мазарини проект разработал специально выписанный из Модены архитектор и театральный художник Гаспаре Вигарани. Однако строительство затянулось, и театр был закончен в 1662 году, спустя два года после свадьбы. Зрительный зал театра был прямоугольным, длиной 30 метров, шириной 17, высотой 15 метров. Наклонный партер с его прямыми рядами был охвачен бельэтажем, высокие боковые ступени которого соединялись напротив сцены амфитеатром. Над амфитеатром, на оси симметрии, нависал просторный королевский балкон — прототип аналогичных лож в оперных театрах Вены и Неаполя. Отделка была мраморная, с обильной позолотой, потолок украшала роспись Ноэля Куапеля по эскизам Шарля Лебрена. Вместительность зала в разных источниках называлась разной — от 4 до 8 тысяч мест. Под сценическим пространством находился пятиметровой подвал, оснащенный современными машинами, благодаря которым менялись декорации, а действующие лица могли внезапно возникать из-под сцены, возноситься в небеса и так же неожиданно проваливаться вниз. Благодаря этой технике театр Тюильри и стали называть Залом машин. Премьерным показом в театре стала опера «Влюбленный Геракл» Франческо Кавалли, состоявшаяся 7 февраля 1662 года. Однако парижская аудитория назвала её скучной, оценив только декорации Вигарани и балеты, которые с участием Людовика XIV, вставленные в оперу.

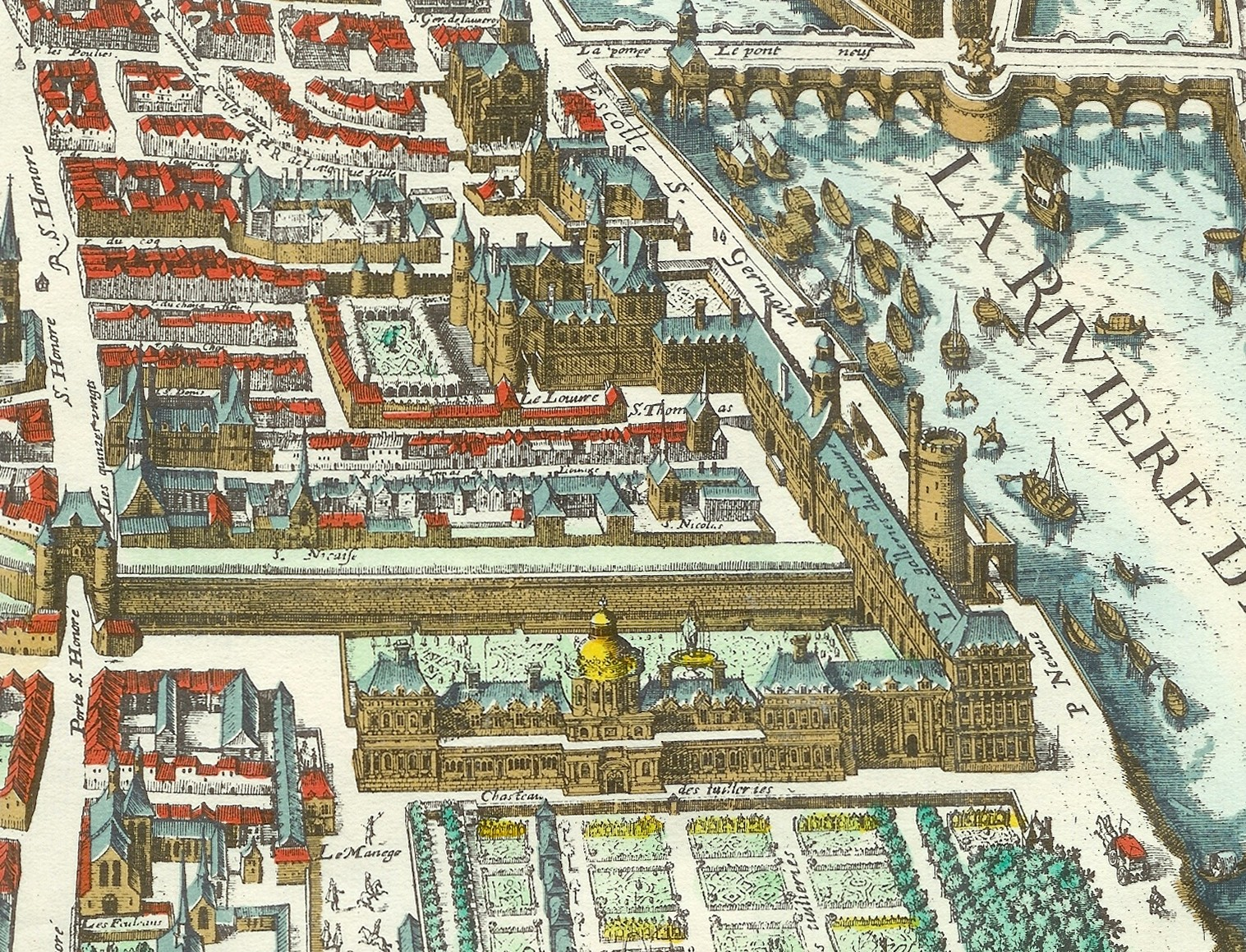
Тюильри, Лувр и Большая галерея в 1615 году
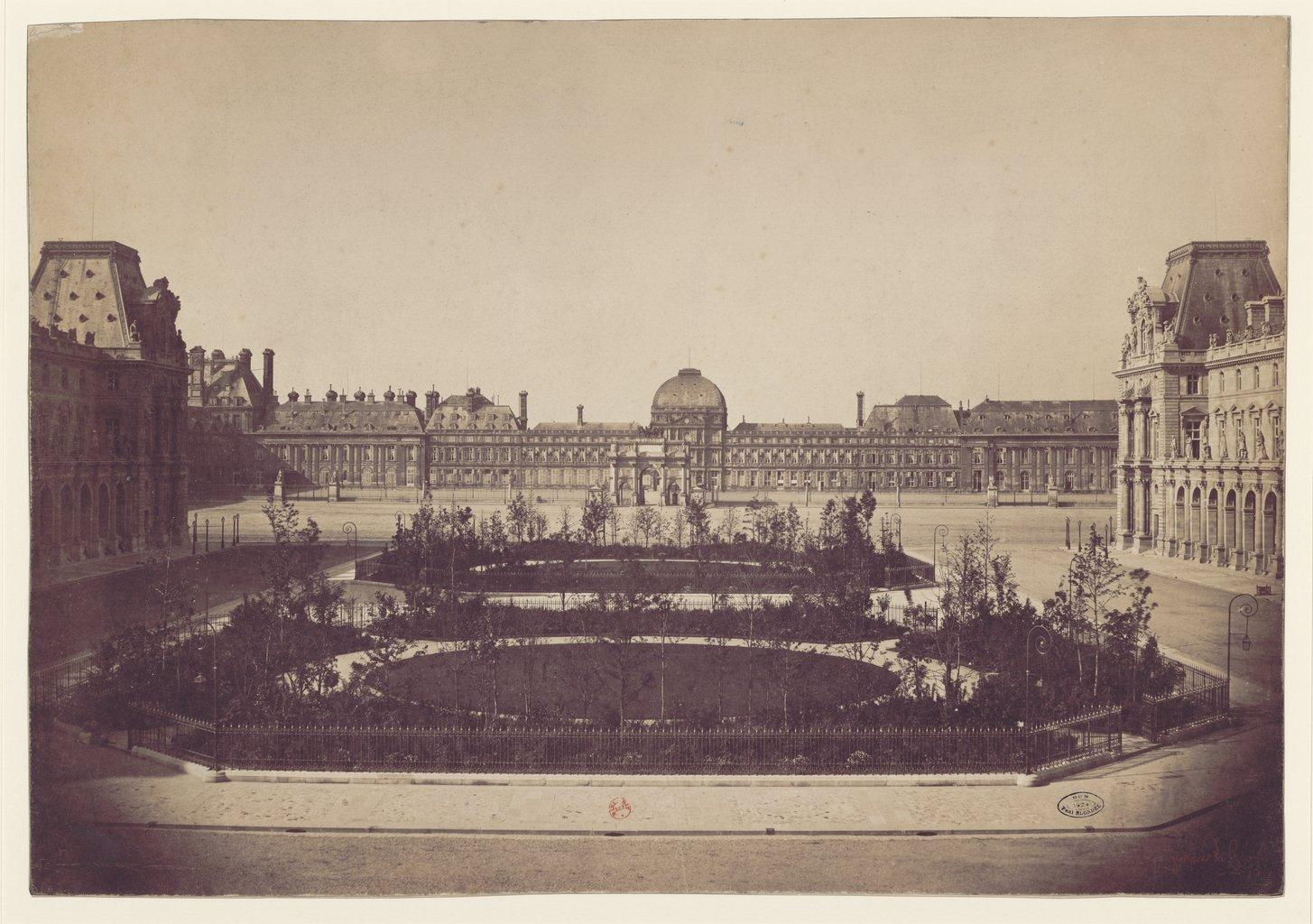
Вид на дворец из внутреннего двора Лувра (1859)
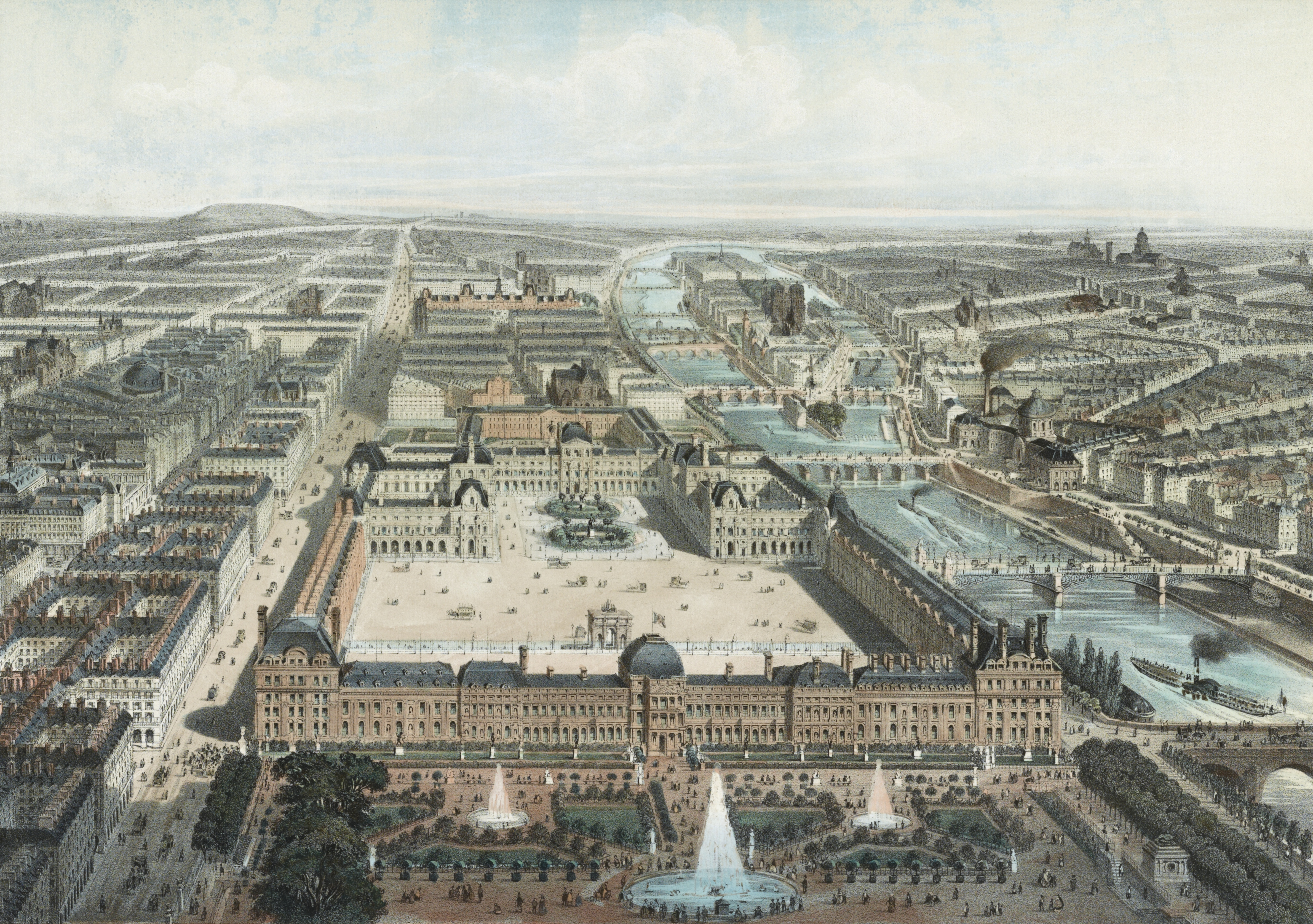
Тюильри с садом, Лувр — план-схема (1860)

## Великая Французская революция
Дворец Тюильри связан с важнейшими событиями Великой Французской революции. После начала волнений в 1789 году Людовик XVI и его супруга Мария-Антуанетта вынуждены были покинуть ненавистный народу Версаль и обосновались в Тюильри (фактически под домашним арестом).
Попытка королевской четы бежать в Варенн в июне 1791 года обернулась неудачей. Заняв Тюильри 10 августа 1792 года, восставшее население Парижа низвергло монархию. В ноябре конвент принял решение открыть «железный шкаф» во дворце, где хранилась секретная переписка короля. Обнародование этих бумаг ускорило казнь низложенного монарха.
В дворцовом манеже поочерёдно заседали представительные органы Первой республики — Учредительное собрание, Конвент и Совет пятисот — пока последний не переехал в 1798 году в Бурбонский дворец.

## Дворец при Наполеоне и его преемниках

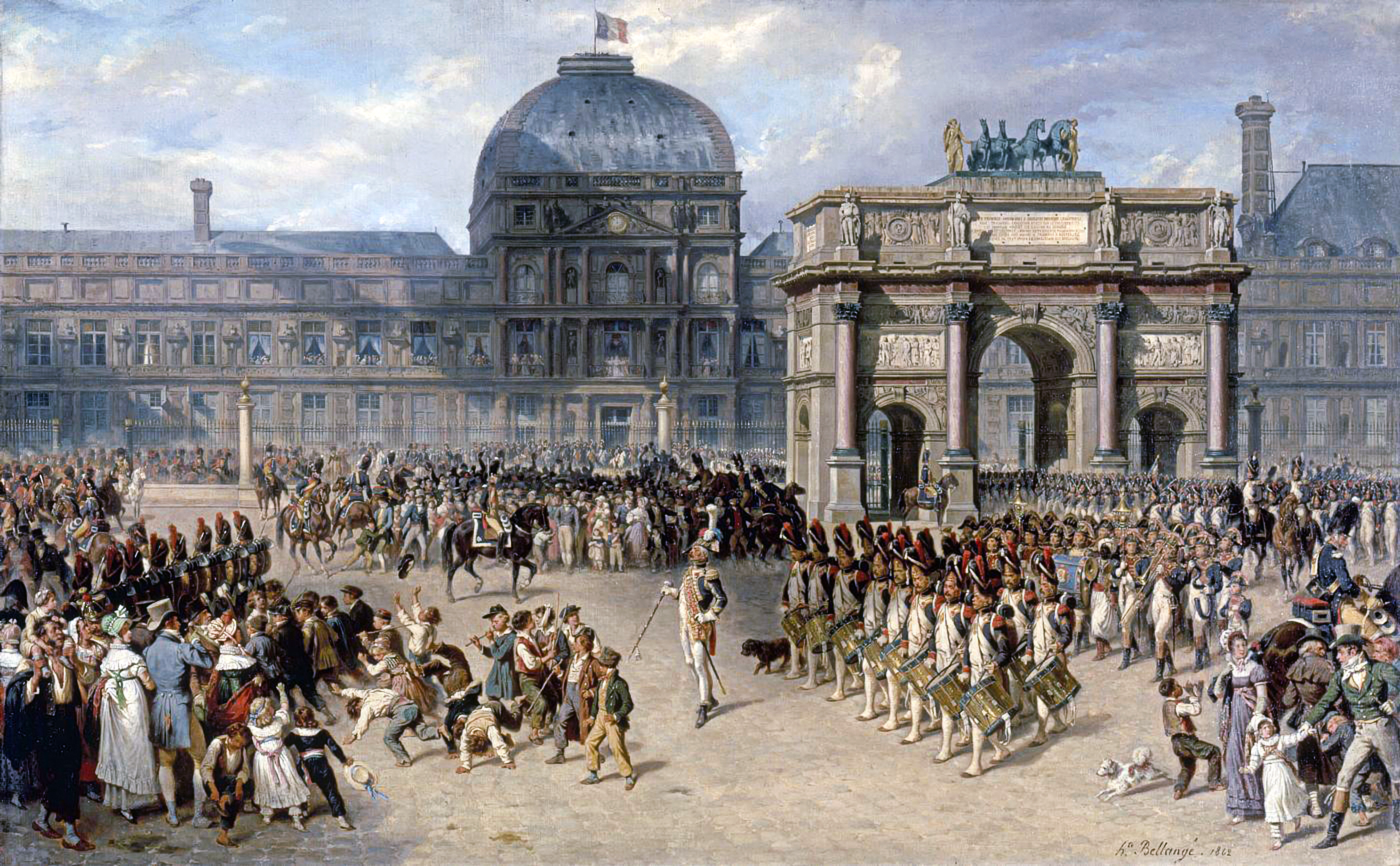
Парад у дворца Тюильри в 1810

Новая блистательная эпоха начинается в истории дворца с приходом к власти Бонапарта. Водворившись в Тюильри в феврале 1800 года, первый консул объявил его своей официальной резиденцией и приступил к сооружению северного крыла. Персье и Фонтену было поручено переоформить обветшавшие интерьеры в стиле Первой империи, получившем название ампир. Апартаменты императрицы Марии Луизы были выполнены в модном неогреческом стиле (проект разработал П. П. Прюдон). У главного входа во дворец была воздвигнута триумфальная арка к 1808 году (со стороны Лувра).
Во время революций 1830 и 1848 годов народ брал Тюильри штурмом. С каждым десятилетием дворец всё более воспринимался как символ монархического режима. Наполеон III ввиду увлечённости его супруги фигурой Марии-Антуанетты также предпочёл остаться в Тюильри. При нём было наконец достроено северное крыло Лувра вдоль улицы Риволи. К концу 1860-х годов Лувр и Тюильри составляли единый дворцовый комплекс.

## Уничтожение

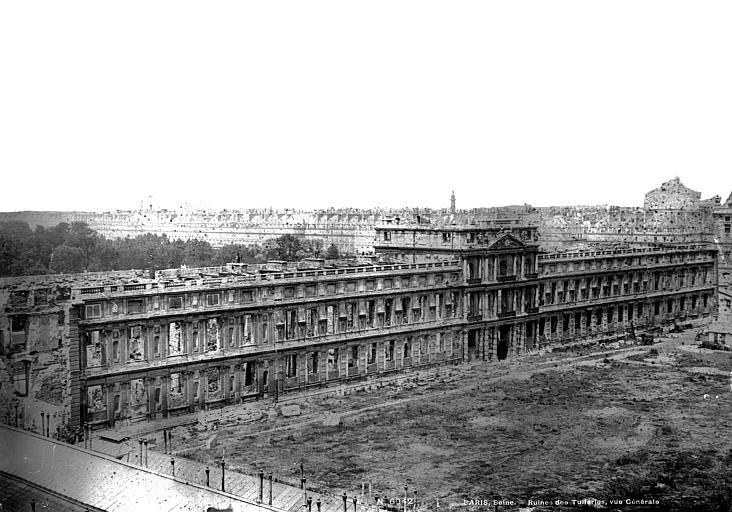
Дворец после пожара 1871 года

23 мая 1871 года, во время подавления Парижской коммуны, 12 человек по приказу бывшего главного военачальника коммуны Жюля Бержере подожгли Тюильри, используя нефть, жидкую смолу и скипидар. Пожар длился 48 часов и полностью уничтожил дворец, за исключением стен с фундаментом, павильона Флоры и триумфальной арки на площади Каррузель. Купол дворца был заминирован взрывчаткой, заложенной в центральном павильоне, и взорвался во время пожара. В своей записке Комитету общественной безопасности Бержере заявил: «Последние остатки королевской власти только что исчезли. Я желаю, чтобы то же самое произошло со всеми общественными зданиями Парижа». Лишь 25 мая парижским пожарным командам удалось ликвидировать пожар. Библиотека и другие части Лувра также были подожжены коммунарами и разрушены, однако музейные экспонаты удалось спасти усилиями пожарных. В отличие от Лувра, также пострадавшего от огня, правительство Третьей республики решило не восстанавливать символ королевской и императорской власти в сердце Парижа.
Руины простояли 11 лет, пока шли дебаты об их дальнейшей судьбе. Несмотря на протесты знатоков искусства, включая Жоржа Эжена Османа, в 1882 году парламент высказался за то, чтобы продать обгоревший остов здания за 33 тысячи золотых франков под снос. Разборка дворца продолжалась с февраля по сентябрь 1883 года. Отдельные фрагменты были впоследствии использованы при строительстве виллы Ла-Пунта близ Аяччо на Корсике, который по сути является реконструкцией павильона де Буллан. Фронтон внутреннего двора центрального павильона был перенесён на площадь Жоржа Каена в Париже. Другие части Тюильри находятся в саду дворца Шайо, Лувре, ряде других городов Франции, а также в Италии, Германии и Эквадоре.

## Современность
От дворца уцелели павильон Флоры и павильон Марсан, соединённые переходами с Лувром. Павильон Флоры на берегу Сены, у Королевского моста, построенный при Генрихе IV и полностью перестроенный Наполеоном III, в годы революции служил местом собраний Комитета общественного спасения. Павильон мадам де Марсан (воспитательницы внуков Людовика XV) вдоль улицы Риволи приобрёл свой нынешний вид при Бонапартах.

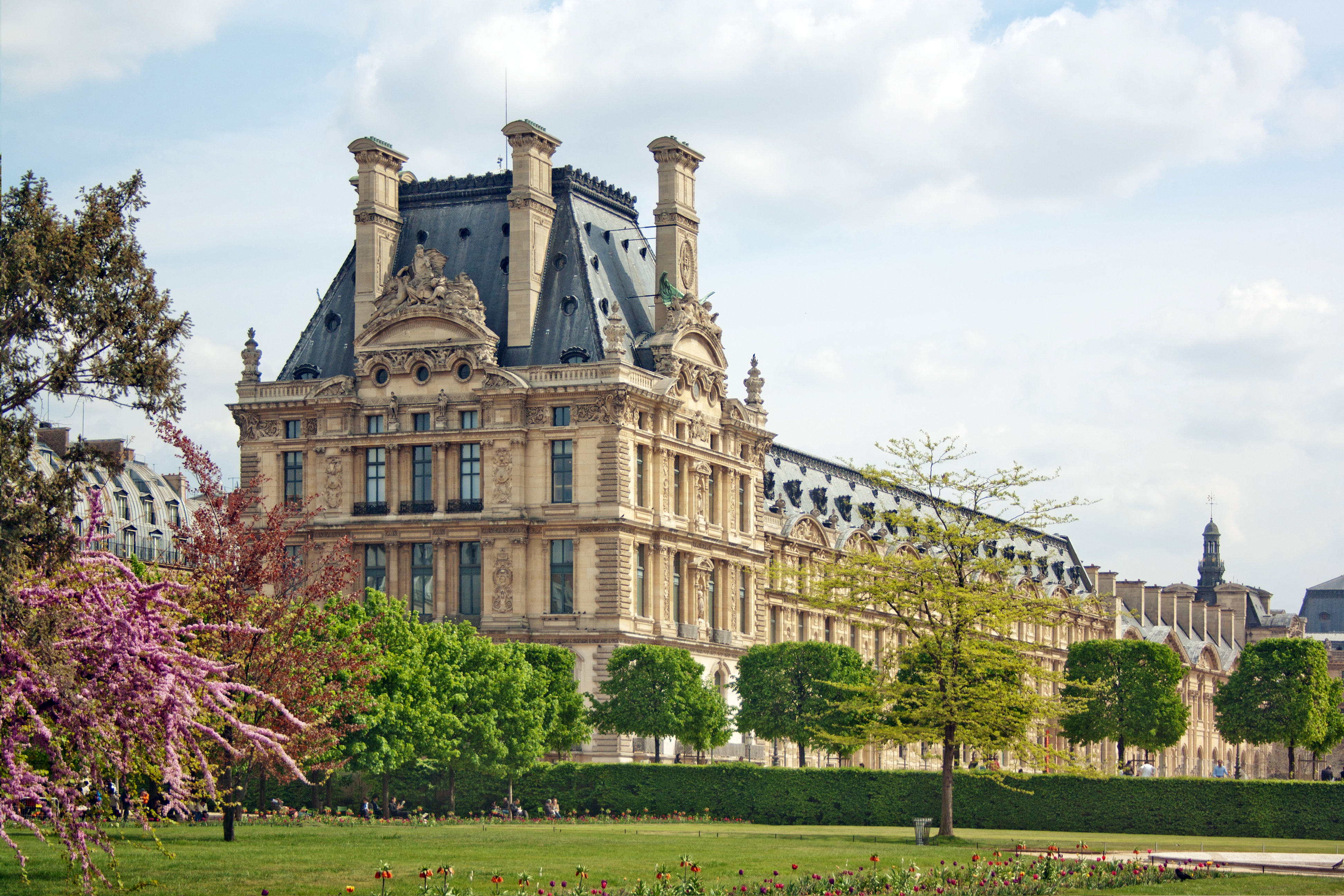
Павильон Марсан
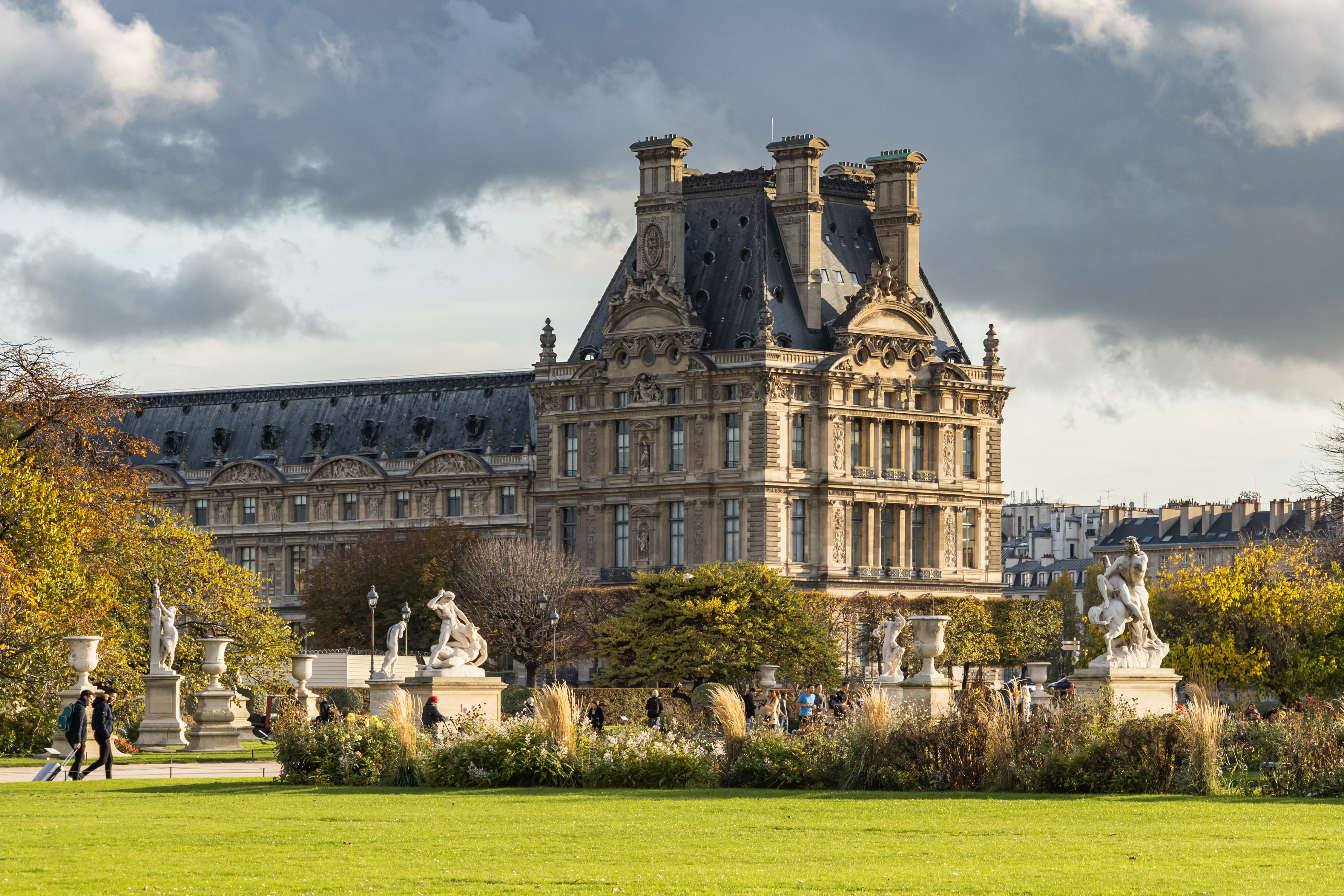
Павильон Флоры

С 2003 года ведутся общественные дебаты о необходимости воссоздания павильона Часов (то есть собственно снесённого дворца) для расширения выставочных площадей Лувра и восстановления исторической оси, которая традиционно упиралась именно в фасад Тюильрийского дворца, а не Лувра, как сейчас.
В 2006 году реконструкция дворца Тюильри оценивалась в 300 миллионов евро. Планировалось, что работы будут проводиться за счёт частных пожертвований и ничего не будут стоить французским налогоплательщикам. Тогдашний президент Франции Жак Ширак призвал к дискуссии по этому вопросу.